# A Ría
A Ría es un lugar situado en la parroquia de Reádegos, del municipio español de Villamarín, en la provincia de Orense, Galicia.

## Demografía
| Gráfica de evolución demográfica de A Ría entre 2000 y 2023 |
|                                                             |
| Datos según el nomenclátor publicado por el INE.            |